# Rue des Marionnettes
La rue (ou ruelle) des Marionnettes est une ancienne voie du 5e arrondissement de Paris.

## Situation et accès
La rue est un cul-de-sac qui part du 277 rue Saint-Jacques. Elle longe, à droite, l'ancienne abbaye du Val-de-Grâce et l'actuel hôpital d'instruction des armées du Val-de-Grâce, et à gauche, l'ancien couvent des Bénédictins anglais, l'actuelle Scola Cantorum, et des habitations donnant sur la rue des Feuillantines et la rue Claude-Bernard, dont une chapelle qui appartenait soit à l'ancien couvent des Feuillantines, soit au couvent des Filles de la Providence. Elle se termine par un mur qui donne sur un ancien hôtel particulier de la rue Berthollet, ayant appartenu à la famille Lefort-Latour, ancien directeur des Fermes du roi[réf. souhaitée].

## Origine du nom
Elle s'est appelée rue des Mariollets, en référence à la statue d'un marmouset.

## Historique
Elle est très pittoresque : bornes chasse-roue et puits et a peu changé depuis le XVIIIe siècle. Autrefois, elle reliait la rue Saint-Jacques et la rue de l'Arbalète. Elle a été fermée du côté rue de l'Arbalète en 1688 à la demande des religieuses voisines de l'abbaye du Val-de-Grace en raison des dépôts d'immondices et de la présence de prostituées et de brigands.